# Широкое (Саратовская область)
 Широкое — село в Татищевском районе Саратовской области в составе сельского поселения Идолгское муниципальное образование.

## География
Находится на расстоянии примерно 12 километров по прямой на восток-северо-восток от районного центра поселка Татищево.

## История
Село основано в конце XVIII  века. Покровская церковь построена в 1831 году (в 1931 году разобрана). На момент отмены крепостного права в селе насчитывалось 132 двора и 900 жителей, по данным переписи 1910 года — 322 двора и 1720 жителей. В советское время работал колхоз «Память Ильича».

## Население
Постоянное население составляло 783 человека в 2002 году (русские 89%) , 836 в 2010.

## Фотогалерея

### Село на фотографиях
- Виды села
- Школа корп 1
- Школа корп 2
- Стадион
- Административное здание
- Детская площадка

### Память, гордость и культура села
- История села
- Памятник воинам-землякам
- Список павших воинов
- Список умерших ветеранов
- Дом культуры
- Домовой храм

### Быт села
- Быт села
- Здание
- Магазин 24
- Магазин Изобилие
- Улица Советская
- Жилой дом